# Ilava
Ilava er en by i det vestlige Slovakiet. Byen ligger i regionen Trenčín, ved bredden af floden Váh. Den ligger kun 150 kilometer fra den slovakiske hovedstad  Bratislava. Byen har et areal på 24,30 km² og en befolkning på 5.568(2022) indbyggere.

## Eksterne links
- Officiel hjemmeside

- Wikimedia Commons har flere filer relateret til Ilava